# Scutisorex somereni
Scutisorex somereni é uma espécie de insetívoro da família Soricidae. Pode ser encontrada na República Democrática do Congo, Uganda, Burundi e Ruanda. É uma das duas espécies do gênero Scutisorex, em conjunto com a Scutisorex thori.